# Устьянск
Устья́нск — село в Абанском районе Красноярского края. Административный центр сельского поселения Устьянский сельсовет.

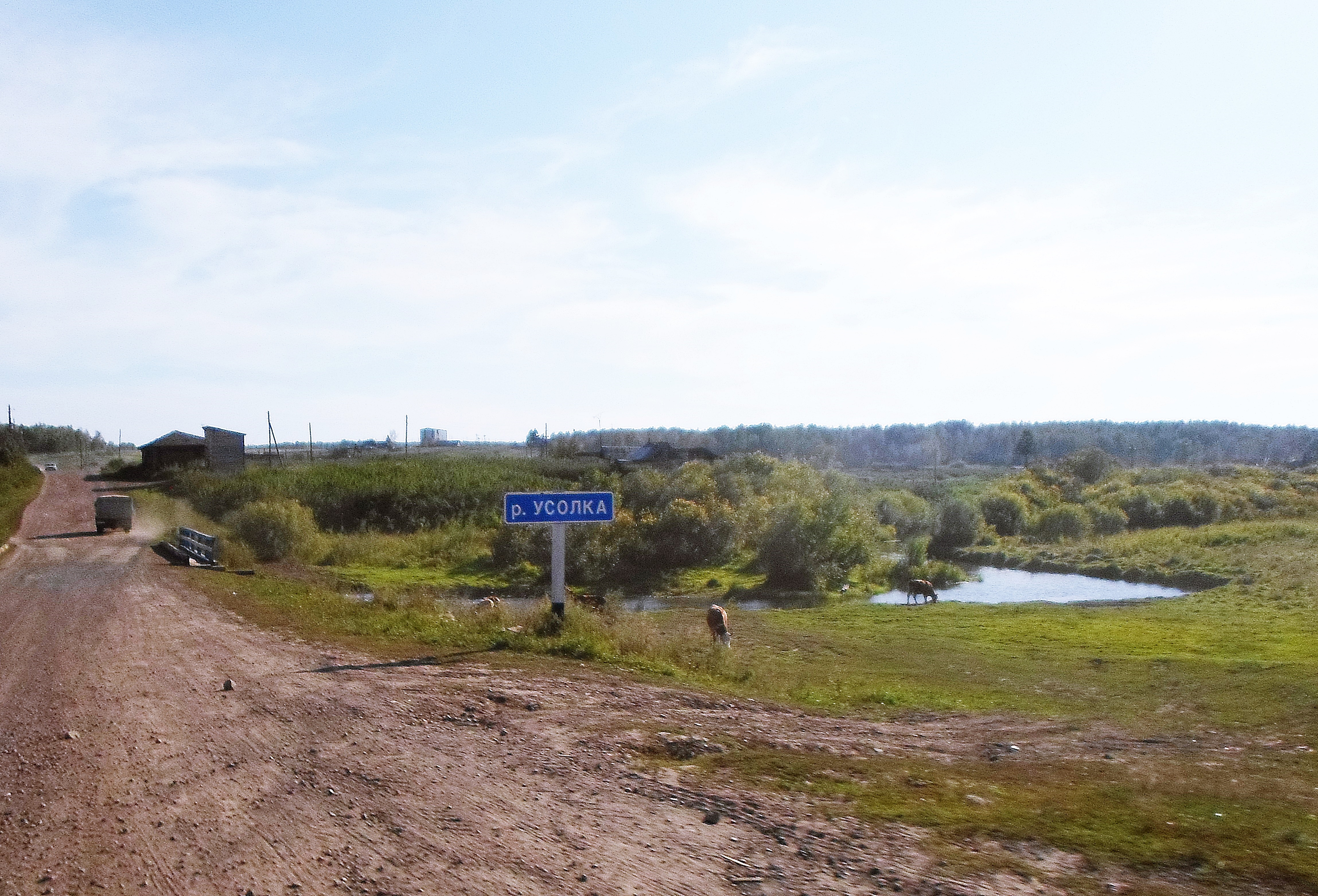
Река Усолка в селе Устьянск

## География
Расположено по западной стороне автодороги 04-020 Канск — Абан — Богучаны, на реке Усолке (левый приток Тасеевой) в 19 км к югу от районного центра, посёлка Абан, в 46 км к северо-северо-востоку от железнодорожной станции Канск-Енисейский.

## История
Деревня Устьянская (первоначально Озёрная) была основана в период 1763-64 гг. и заселялась бывшими монастырскими крестьянами ведомства Спасского Усолья из деревень, стоявших по нижнему течению Усолки (вотчины Енисейского Спасского монастыря). 25 января 1775 года была освящена Свято-Георгиевская церковь. Деревня становится селом и административным центром Устьянской волости. Сначала Енисейского уезда, а с 1822 года Канского Енисейской губернии. В 1781 году в селе 71 двор. В 1859 году по результатам 10-й ревизии в селе 104 двора. В 1926 году село Устьянское состояло уже из 449 хозяйств, основное население — русские. Центр Устьянского сельсовета и Устьянского района Канского округа Сибирского края.

## Население
| 1926 | 1989  | 2002  | 2010 |
| ---- | ----- | ----- | ---- |
| 1999 | ↘1217 | ↘1133 | ↘908 |

## Инфраструктура
Администрация сельсовета, средняя общеобразовательная школа, детский сад, почтовое отделение, сельская библиотека, фельдшерско-акушерский пункт.

## Экономика
Лесозаготовки, крестьянско-фермерские хозяйства.

## Люди, связанные с селом
- Мозалевский, Александр Евтихиевич (1803—1851) — декабрист, с 1850 года на поселении в селе Устьянском, умер здесь же.
- Соловьёв, Вениамин Николаевич (1798—1871) — декабрист, с 1840 по 1851 год жил на поселении в селе Устьянском.
- Словцов, Пётр Иванович (1886—1934) — оперный певец, уроженец села.